# Doliolarialarve
De doliolarialarve is een ontwikkelingsstadium van de larven van zeekomkommers (Holothuroidea). De wetenschappelijke naam is afgeleid van het Latijnse 'doliolum', dat 'tonnetje' betekent. De larven hebben vaak een tonvormig lichaam.
De larven hebben in dit stadium vijf banden van trilharen rondom het lichaam waarmee ze zich enigszins kunnen bewegen. Ze kunnen meestal niet zwemmen, wel kunnen ze om hun lichaamsas draaien. Bij sommige zeekomkommers voltrekt het doliolariastadium zich volledig in het ei. Bij sommige andere soorten bevinden de larven zich in dit stadium in een soort broedkamers bij het ouderdier. Bij veruit de meeste soorten zijn de larven in dit stadium vrijzwemmend, en maken ze deel uit van het plankton.
Het stadium voorafgaand aan het doliolariastadium wordt het auriculariastadium genoemd. Het stadium na het doliolariastadium is het pentactulastadium.